# Michael Ansara
Michael George Ansara (Siria, 15 aprile 1922 – Calabasas, 31 luglio 2013) è stato un attore statunitense.

## Biografia
Nato in un piccolo villaggio siriano, emigrò negli Stati Uniti con la famiglia quando aveva solo due anni. Raggiunse una discreta fama nel cinema e nella televisione per le sue interpretazioni come Cochise nella serie televisiva Broken Arrow (1956-1958), come lo sceriffo Sam Buckhart nella serie Lo sceriffo indiano (1959-1960), come Kane nella serie Buck Rogers (1979), come Comandante Kang nelle tre edizioni originarie di Star Trek.

### Vita privata
Ansara fu sposato per 16 anni con l'attrice Barbara Eden, con cui apparve in alcuni episodi della serie Strega per amore, nel ruolo del "The Blue Djinn". Ebbero un figlio, l'attore e bodybuilder Matthew Ansara, morto il 25 giugno 2001 per un'overdose di eroina. Michael Ansara e la Eden divorziarono nel 1974.

## Filmografia

### Cinema
- La spia di Damasco (Action in Arabia), regia di Léonide Moguy (1944)
- Contrabbando a Shanghai (Intrigue), regia di Edwin L. Marin (1947)
- Queen Esther, regia di John T. Coyle (1948)
- Marocco (Outpost in Morocco), regia di Robert Florey (1949)
- L'aquila del deserto (The Desert Hawk), regia di Frederick de Cordova (1950)
- La peccatrice dei mari del Sud (South Sea Sinner), regia di H. Bruce Humberstone (1950)
- Kim, regia di Victor Saville (1950)
- I tre soldati (Soldiers Three), regia di Tay Garnett (1951)
- L'avamposto degli uomini perduti (Only the Valiant), regia di Gordon Douglas (1951)
- Hong Kong (Smuggler's Island), regia di Edward Ludwig (1951)
- Bannerline, regia di Don Weis (1951)
- L'avventuriera di Tangeri (My Favorite Spy), regia di Norman Z. McLeod (1951)
- Sul sentiero di guerra (Brave Warrior), regia di Spencer Gordon Bennet (1952)
- Corriere diplomatico (Diplomatic Courier), regia di Henry Hathaway (1952)
- Il pirata yankee (Yankee Buccaneer), regia di Frederick De Cordova (1952)
- Fuoco a Cartagena (The Golden Hawk), regia di Sidney Salkow (1952)
- La principessa di Bali (Road to Bali), regia di Hal Walker (1952)
- Il diario di un condannato (The Lawless Breed), regia di Raoul Walsh (1953)
- Il ritorno dei vendicatori (The Bandits of Corsica), regia di Ray Nazarro (1953)
- Gli amori di Cleopatra (Serpent of the Nile), regia di William Castle (1953)
- Giulio Cesare (Julius Caesar), regia di Joseph L. Mankiewicz (1953)
- Tempeste sul Congo (White Witch Doctor), regia di Henry Hathaway (1953)
- La tunica (The Robe), regia di Henry Koster (1953)
- Gli schiavi di Babilonia (Slaves of Babylon), regia di William Castle (1953)
- Il diamante del re (The Diamond Queen), regia di John Brahm (1953)
- Tre ragazzi del Texas (Three Young Texans), regia di Henry Levin (1954)
- Tamburi a Tahiti (Drums of Tahiti), regia di William Castle (1954)
- La fortezza dei tiranni (The Saracen Blade), regia di William Castle (1954)
- La principessa del Nilo (Princess of the Nile), regia di Harmon Jones (1954)
- Sinuhe l'egiziano (The Egyptian), regia di Michael Curtiz (1954)
- I fucilieri del Bengala (Bengal Brigade), regia di László Benedek (1954)
- Il re dei barbari (Sign of the Pagan), regia di Douglas Sirk (1954)
- Annibale e la vestale (Jupiter's Darling), regia di George Sidney (1955)
- Rivolta al molo n. 6 (New Orleans Uncensored), regia di William Castle (1955)
- Il mistero della piramide (Abbott and Costello Meet the Mummy), regia di Charles Lamont (1955)
- Diana la cortigiana (Diane), regia di David Miller (1956)
- Il cavaliere senza volto (The Lone Ranger), regia di Stuart Heisler (1956)
- Due pistole per due fratelli (Gun Brothers), regia di Sidney Salkow (1956)
- I pilastri del cielo (Pillars of the Sky), regia di George Marshall (1956)
- I dieci comandamenti (The Ten Commandments), regia di Cecil B. DeMille (1956)
- L'ultimo dei banditi (Last of the Badmen), regia di Paul Landres (1957)
- Quantez, regia di Harry Keller (1957)
- I pionieri del West (The Tall Stranger), regia di Thomas Carr (1957)
- Il marmittone (The Sad Sack), regia di George Marshall (1957)
- Viaggio in fondo al mare (Voyage to the Bottom of the Sea), regia di Irwin Allen (1961)
- I comanceros (The Comancheros), regia di Michael Curtiz (1961)
- Il tesoro del santo (The Confession), regia di William Dieterle (1964)
- La più grande storia mai raccontata (The Greatest Story Ever Told), regia di George Stevens (1965)
- Avventura in Oriente (Harum Scarum), regia di Gene Nelson (1965)
- I pascoli dell'altopiano (And Now Miguel), regia di James B. Clark (1966)
- Texas oltre il fiume (Texas Across the River), regia di Michael Gordon (1966)
- I distruttori (The Destructors), regia di Francis D. Lyon (1968)
- Con le spalle al muro (Sol Madrid), regia di Brian G. Hutton (1968)
- Igloo uno operazione delgado (Daring Game), regia di Laszlo Benedek (1968)
- Le stelle si vedono di giorno (The Pink Jungle), regia di Delbert Mann (1968)
- Bersaglio umano (Target: Harry), regia di Roger Corman (1969)
- Le pistole dei magnifici 7 (Guns of the Magnificent Seven), regia di Paul Wendkos (1969)
- The Phynx, regia di Lee H. Katzin (1970)
- Cara dolce Delilah... morta (Dear Dead Delilah), regia di John Farris (1972)
- Stand Up and Be Counted, regia di Jackie Cooper (1972)
- Squadra speciale con licenza di sterminio (The Doll Squad), regia di Ted V. Mikels (1973)
- The Bears and I, regia di Bernard McEveety (1974)
- Baby Killer (It's Alive), regia di Larry Cohen (1974)
- Il messaggio (The Message), regia di Moustapha Akkad (1977)
- Future animals (Day of the Animals), regia di William Girdler (1977)
- Mission to Glory: A True Story, regia di Ken Kennedy (1977)
- Manitù, lo spirito del male (The Manitou), regia di William Girdler (1978)
- The Guns and the Fury, regia di Tony Zarindast (1981)
- Bayou Romance – serie TV (1982)
- Access Code - codice d'accesso (Access Code), regia di Mark Sobel (1984)
- KGB: The Secret War, regia di Dwight H. Little (1985)
- Knights of the City, regia di Dominic Orlando (1986)
- Assassination, regia di Peter R. Hunt (1987)
- Border Shootout, regia di Chris McIntyre (1990)
- The Long Road Home, regia di Craig Clyde (1999)

### Televisione
- Family Theatre – serie TV, 2 episodi (1951)
- Il cavaliere solitario (The Lone Ranger) – serie TV, 2 episodi (1951-1952)
- China Smith – serie TV, un episodio (1952)
- Missione pericolosa (Dangerous Assignment) – serie TV, 4 episodi (1952)
- Terry and the Pirates – serie TV (1952)
- Le inchieste di Boston Blackie (Boston Blackie) – serie TV, episodio 2x28 (1953)
- Chevron Theatre – serie TV, un episodio (1953)
- Dragnet – serie TV, un episodio (1954)
- TV Reader's Digest – serie TV, episodio 1x10 (1955)
- Soldiers of Fortune – serie TV, 2 episodi (1955)
- The 20th Century-Fox Hour – serie TV, episodio 1x03 (1955)
- 77º Lancieri del Bengala (Tales of the 77th Bengal Lancers) – serie TV, episodi 1x05-1x19 (1956-1957)
- Broken Arrow – serie TV, 71 episodi (1956-1958)
- Medic – serie TV, un episodio (1956)
- Alfred Hitchcock presenta (Alfred Hitchcock Presents) – serie TV, 3 episodi (1956)
- Le avventure di Rin Tin Tin (The Adventures of Rin Tin Tin) – serie TV, un episodio (1956)
- Hawkeye and the Last of the Mohicans – serie TV, un episodio (1957)
- Frontier Doctor – serie TV, un episodio (1958)
- Lo sceriffo indiano (Law of the Plainsman) – serie TV, 30 episodi (1959-1960)
- La città in controluce (Naked City) – serie TV, un episodio (1959)
- Playhouse 90 – serie TV, un episodio (1959)
- I racconti del West (Zane Grey Theater) – serie TV, un episodio (1959)
- The Rifleman – serie TV, 2 episodi (1959)
- Gli intoccabili (The Untouchables) – serie TV, 2 episodi (1960-1961)
- The Rebel – serie TV, un episodio (1960)
- The Westerner – serie TV, un episodio (1960)
- Carovane verso il West (Wagon Train) – serie TV, 2 episodi (1961-1963)
- The Barbara Stanwyck Show – serie TV, un episodio (1961)
- Tales of Wells Fargo – serie TV, un episodio (1962)
- The Wide Country – serie TV, episodio 1x08 (1962)
- Gli uomini della prateria (Rawhide) – serie TV, 3 episodi (1963-1964)
- The Farmer's Daughter – serie TV, un episodio (1963)
- Viaggio in fondo al mare (Voyage to the Bottom of the Sea) – serie TV, 2 episodi (1964-1966)
- The Crisis (Kraft Suspense Theatre) – serie TV, un episodio (1964)
- La legge di Burke (Burke's Law) – serie TV, episodio 1x20 (1964)
- Perry Mason – serie TV, un episodio (1964)
- The Outer Limits – serie TV, un episodio (1964)
- Il virginiano (The Virginian) – serie TV, 2 episodi (1965-1966)
- Branded – serie TV, episodio 1x05 (1965)
- The Wackiest Ship in the Army – serie TV, episodio 1x03 (1965)
- Ben Casey – serie TV, episodio 5x04 (1965)
- Agenzia U.N.C.L.E. (The Girl from U.N.C.L.E.) – serie TV, episodio 1x02 (1965)
- Gunsmoke – serie TV, 2 episodi (1966-1967)
- Kronos - Sfida al passato (The Time Tunnel) – serie TV, 2 episodi (1966-1967)
- Strega per amore (I Dream of Jeannie) – serie TV, 3 episodi (1966-1969)
- A Man Called Shenandoah – serie TV, episodio 1x18 (1966)
- Lost in Space – serie TV, un episodio (1966)
- Agenzia U.N.C.L.E. (The Girl from U.N.C.L.E.) – serie TV, episodio 1x02 (1966)
- Vita da strega (Bewitched) – serie TV, un episodio (1966)
- Daniel Boone – serie TV, 2 episodi (1966)
- Iron Horse – serie TV, episodio 1x14 (1966)
- Intrigo a Montecarlo (How I Spent My Summer Vacation) – film TV (1967)
- Il fuggiasco (The Fugitive) – serie TV, un episodio (1967)
- I sentieri del west (The Road West) – serie TV, episodio 1x27 (1967)
- Tarzan – serie TV, episodio 2x19 (1968)
- Cowboy in Africa – serie TV, un episodio (1968)
- Star Trek – serie TV, episodio 3x7 (1968)
- Operazione ladro (It Takes a Thief) – serie TV, un episodio (1969)
- Arrivano le spose (Here Come the Brides) – serie TV, un episodio (1969)
- La terra dei giganti (Land of the Giants) – serie TV, un episodio (1969)
- Ai confini dell'Arizona (The High Chaparral) – serie TV, episodio 2x26 (1969)
- The Survivors – serie TV, un episodio (1969)
- Reporter alla ribalta (The Name of the Game) – serie TV, un episodio (1970)
- Lancer – serie TV, episodio 2x20 (1970)
- The Bill Cosby Show – serie TV, un episodio (1970)
- Mod Squad, i ragazzi di Greer (The Mod Squad) – serie TV, un episodio (1971)
- Bearcats! – serie TV, un episodio (1971)
- Dottor Simon Locke – serie TV (Dr. Simon Locke) (1971)
- McMillan e signora (McMillan & Wife) – serie TV, 3 episodi (1972-1974)
- Hawaii Squadra Cinque Zero (Hawaii Five-O) – serie TV, un episodio (1972)
- Le strade di San Francisco (The Streets of San Francisco) – serie TV, un episodio (1972)
- Sulle strade della California (Police Story) – serie TV, 2 episodi (1973-1974)
- Call to Danger – film TV (1973)
- Missione impossibile (Mission: Impossible) – serie TV, un episodio (1973)
- Shaft – serie TV, un episodio (1973)
- Ordeal – film TV (1973)
- Shootout in a One-Dog Town – film TV (1974)
- Arriva l'elicottero (Chopper One) – serie TV, un episodio (1974)
- The First Woman President – film TV (1974)
- Nakia – serie TV, un episodio (1974)
- Barbary Coast – serie TV, un episodio (1975)
- Uno sceriffo a New York (McCloud) – serie TV, un episodio (1976)
- Agenzia Rockford (The Rockford Files) – serie TV, un episodio (1976)
- Disneyland – serie TV, un episodio (1976)
- Ultimo indizio (Jigsaw John) – serie TV, un episodio (1976)
- Kojak – serie TV, episodio 3x22 (1976)
- Colorado (Centennial), regia di Virgil W. Vogel,Harry Falk, Paul Krasny e Bernard McEveety – miniserie TV (1978-1979)
- Dr. Strange, regia di Philip DeGuere – film TV (1978)
- Buck Rogers (Buck Rogers in the 25th Century) – serie TV, 3 episodi (1979-1980)
- I grandi eroi della Bibbia (Greatest Heroes of the Bible) – serie TV, un episodio (1979)
- Vega$ – serie TV, un episodio (1979)
- Matt e Jenny (Matt and Jenny) – serie TV, un episodio (1979)
- Fantasilandia (Fantasy Island) – serie TV, 2 episodi (1980)
- CHiPs – serie TV, episodio 4x04 (1980)
- Thundarr il Barbaro (Thundarr the Barbarian) – serie TV, un episodio (1981)
- L'Uomo Ragno e i suoi fantastici amici (Spider-Man and His Amazing Friends) – serie TV, un episodio (1981)
- Simon & Simon – serie TV, un episodio (1981)
- The Fantastic World of D.C. Collins – film TV (1984)
- Il tempo della nostra vita (Days of Our Lives) – serial TV, 3 puntate (1984)
- George Burns Comedy Week – serie TV, 2 episodi (1985)
- Hunter – serie TV, 2 episodi (1985)
- Hardcastle & McCormick (Hardcastle and McCormick) – serie TV, un episodio (1985)
- Professione pericolo (The Fall Guy) – serie TV, un episodio (1986)
- Rambo – serie animata, 62 episodi (1986)
- Mike Hammer – serie TV, un episodio (1987)
- La signora in giallo (Murder, She Wrote) – serie TV, episodio 5x07 (1988)
- Batman – serie animata, 2 episodi (1992-1994)
- Star Trek: Deep Space Nine – serie TV, episodi 2x19 - 4x21 (1994)
- Babylon 5 – serie TV, un episodio (1994)
- Star Trek: Voyager – serie TV, episodio 3x02 (1996)
- Batman - Cavaliere della notte (The New Batman Adventures) – serie TV, un episodio (1997)
- Batman & Mr. Freeze: SubZero, regia di Boyd Kirkland – film TV (1998)
- Batman of the Future (Batman Beyond) – serie animata, un episodio (1999)

## Doppiatori italiani
Nelle versioni in italiano delle opere in cui ha recitato, Michael Ansara è stato doppiato da:
- Stefano Sibaldi in L'avamposto degli uomini perduti
- Renato Turi in La tunica, I comanceros
- Pino Locchi in Due pistole per due fratelli
- Giuseppe Rinaldi in I pilastri del cielo
- Glauco Onorato in Viaggio in fondo al mare
- Sergio Tedesco in La più grande storia mai raccontata
- Riccardo Mantoni in Avventura in Oriente